# Rezina (distrikt)
Rezina ( moldaviska: Raionul Rezina) är ett distrikt i Moldavien. Det ligger i den centrala delen av landet. Antalet invånare är 46 493. Arean är 621 kvadratkilometer. Administrativ huvudort är Rezina. I distriktet ligger bland annat också orten Saharna.
Terrängen i Rezina är kuperad söderut, men norrut är den platt.